# Mont Kanaga
El mont Kanaga és un estratovolcà que s'eleva fins als 1.307 msnm i que es troba a l'illa del mateix nom, del qual és el punt culminant. El volcà forma part de la serralada Aleutiana, a l'estat d'Alaska, als Estats Units.
El volcà es troba a l'extrem nord de l'illa de Kanaga, uns 25 km a l'oest de les instal·lacions que la Marina dels Estats Units té a l'illa d'Adak. El volcà va entrar en erupció de manera intermitent durant gran part de 1994, omplint de cendres la vila d'Adak.

## Erupcions
Degut a la llunyania respecte a zones habitades, la història eruptiva del mont Kanaga és poca coneguda. Així, la seva primera erupció documentada pels europeus fou el 1763, tot i hi ha dubtes al seu voltant. La seva darrera erupció es va produir el 18 de febrer 2012.

## Enllaços externs

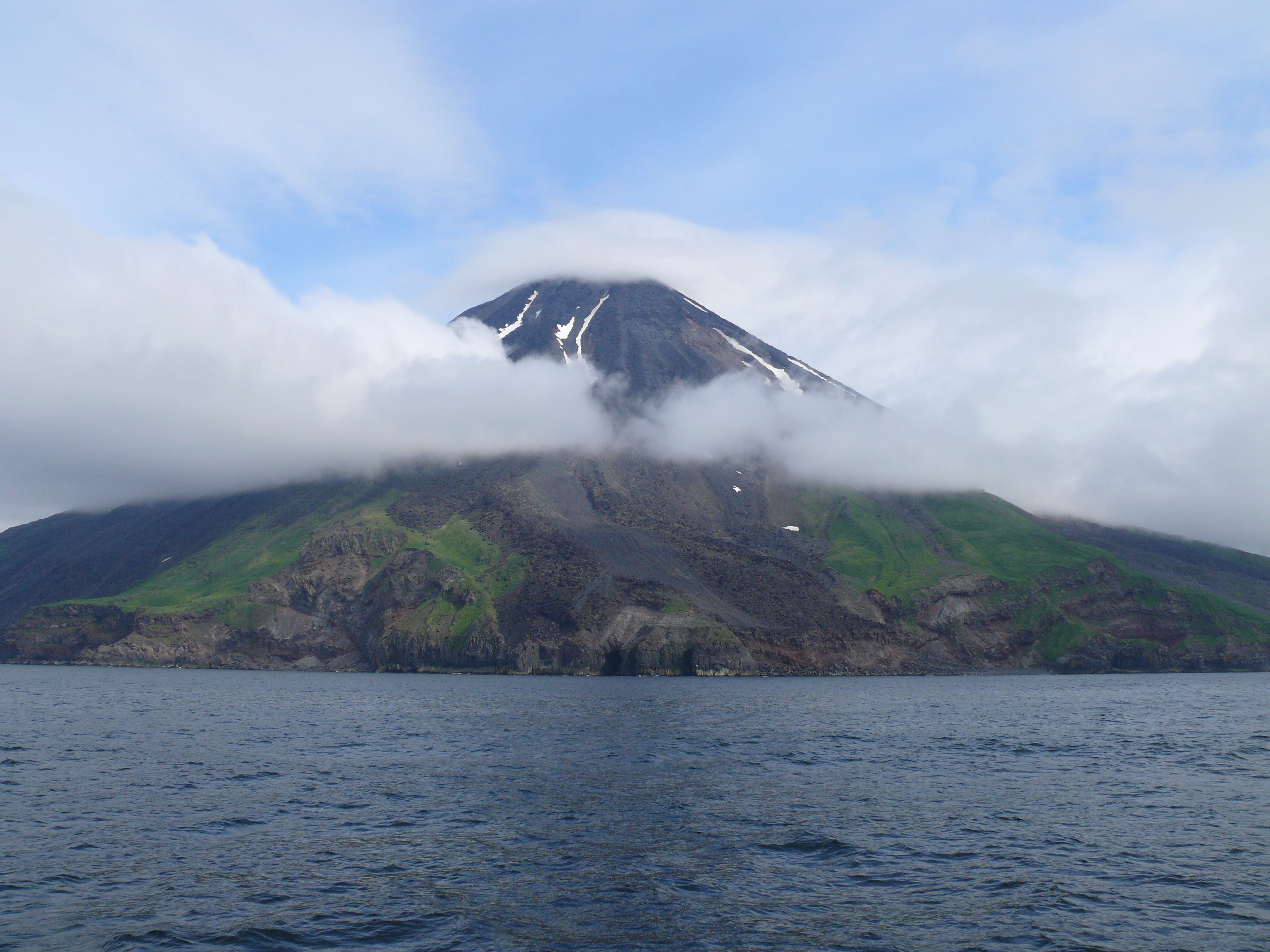
El Kanaga vist des del mar el 2008

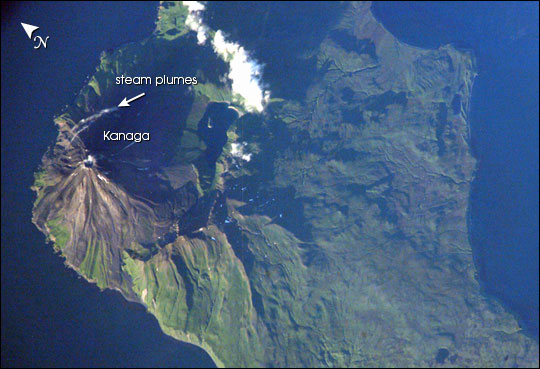
El mont Kanaga, a l'illa Kanaga, vist des de l'espai